# アマーレ・スタウダマイアー
アマーレ・カーサレス・スタウダマイアー（Amar'e Carsares Stoudemire, 1982年11月16日 - ）は、アメリカ合衆国フロリダ州レイクウェールズ出身の元プロバスケットボール選手。NBAのフェニックス・サンズなどで活躍した。ポジションはパワーフォワード。

## 略歴

### 生い立ち
父親を12歳の時に亡くし、母親が刑務所を出たり入ったりしていたため、高校を5回も転校する等私生活では苦労が絶えなかった。15歳から本格的にバスケットを始め、高校でのバスケ部在籍はたったの2年間であったが、ナイキ・サマーリーグではMVPを獲得し、オールアメリカに選出されるなど次第に名前が知られるようになった。
NBAでは、大学で活躍してからドラフト指名される選手が多い中で、高校卒業後、メンフィス大学へ進学する予定だったが取り止め、早く家計を助けたいとの思いから2002年のNBAドラフト1巡目9位でフェニックス・サンズに指名を受けNBA入りした。

### NBA
高卒ルーキーということもあり前評判は高くなかったが、サマーリーグから才能の片鱗を見せ、1年目から71試合で先発、13.5得点、8.8リバウンド、1.06ブロックをマークした。プロ入り後わずか31試合目のミネソタ・ティンバーウルブズ戦（2002年12月30日）では38得点を記録。この活躍により、ドラフト1位の姚明を抑え、高卒選手としては初となるルーキー・オブ・ザ・イヤー（新人王）を受賞した。
翌2003-04シーズンは怪我に苦しみ55試合の出場にとどまった。チームも29勝53敗と大きく負け越し、プレーオフ進出を逃す。
2004年にはアテネオリンピックに米国代表として参加して、銅メダルを獲得した。
2004-05シーズン、サンズにスティーブ・ナッシュが加わり、自身もチームも大躍進を遂げる。レギュラーシーズンを62勝20敗で終え、スタウダマイアーは一試合平均26得点をあげる。オールNBAセカンドチームに選出され、控えフォワードとしてオールスターにも選出された。プレーオフではカンファレンスファイナルへ進出しサンアントニオ・スパーズと対戦。1勝4敗で敗れるものの、スタウダマイアーは平均37得点をあげ躍進した。
2005年2月には、NBAオールスターゲームとスラムダンクコンテストに出場、ナッシュとのコンビプレイを見せた。（ボードから跳ね返ったボールをサッカーが得意なナッシュがヘディングし、それをアリウープで決めた）
2005-06シーズンは、膝の故障のためにシーズンのほとんどを棒に振ってしまった。わずか3試合の出場に留まり、プレイオフも欠場した。彼の欠場にもかかわらず、サンズはカンファレンスファイナルまで進出し、チームはより充実さを増した。スタウダマイアーが復帰する2006-2007シーズン、サンズは優勝候補に挙げられるようになる。
2006-2007シーズンは、事前の予想通りサンズは快進撃を続け、リーグ2位の勝率でシーズンを終える。スタウダマイアーはナッシュと共にオールNBA1stチームに選出され、名実ともにリーグのトップセンターとなった。プレイオフでは1回戦早々にレギュラーシーズン1位の勝率だったダラス・マーベリックスが敗退。サンズの優勝する可能性が一気に高まった。カンファレンスセミファイナルのサンアントニオ・スパーズとの対戦で、スタウダマイアーがブルース・ボウエンから危険なファウルを受けたことに対し、「スパーズはダーティなチーム」と発言したことによりシリーズの雰囲気は殺伐としたものとなっていった。そして続く第4戦、ナッシュがロバート・オーリーから体当たりに近いファウルを受け突き飛ばされた。これに対しナッシュがオーリーに言い寄った際、ベンチに控えていたスタウダマイアーとボリス・ディアウは咄嗟に席を立ちコートに足を踏み入れた。この行為が乱闘を助長するものとされ、1試合の出場停止処分を受ける事態となった。重要な第5戦をスタウダマイアーの不在で落としたサンズは、そのままシリーズ敗退となり、初のファイナル制覇の夢は潰えることとなった。
2010年オフ、FAとなり、ニューヨーク・ニックスと大型契約を締結。移籍一年目からチームのエースとして奮闘し弱小だったニックスをプレーオフに導く原動力となった。
2015年2月15日、ニューヨーク・ニックスとバイアウトで合意し、解雇。その後2月18日にダラス・マーベリックスとシーズン終了までの契約を結んだ。
2015年7月10日、マイアミ・ヒートと契約した。

### イスラエルへ
2016年7月26日、NBAからの引退を表明。かつて所属していたニューヨーク・ニックスと "1日契約" を結び、2016-17シーズンに引退式を開催することが発表されたが、翌月1日にイスラエルのハポエル・エルサレムBCと2年契約を結び、現役を続行することになった。同チームで数々のタイトルを獲得し、2017年9月2日に現役引退を表明。有終の美を飾った。

## プレイスタイル
パワーと機動力を兼ね備えたプレイスタイルで得点を量産するスコアラー。特にインサイドではその身体能力を前面に押し出したスタイルが持ち味で、リーグでもトップクラスの得点力を誇る。抜群の跳躍力で自分より大きなセンタープレーヤーの上から強烈なスラムダンクを叩き込む様は圧巻である。一方でペリメーターシュートやフリースローも器用にこなすことができる。
故障が多いのが最大の悩みの種。

## 個人成績

### レギュラーシーズン
| シーズン | チーム   | GP  | GS  | MPG  | FG%  | 3P%  | FT%  | RPG | APG | SPG | BPG | PPG  |
| -------- | -------- | --- | --- | ---- | ---- | ---- | ---- | --- | --- | --- | --- | ---- |
| 2002–03  | PHX      | 82  | 71  | 31.3 | .472 | .200 | .661 | 8.8 | 1.0 | .8  | 1.1 | 13.5 |
| 2003–04  | PHX      | 55  | 53  | 36.8 | .475 | .200 | .713 | 9.0 | 1.4 | 1.2 | 1.6 | 20.6 |
| 2004–05  | PHX      | 80  | 80  | 36.1 | .559 | .188 | .733 | 8.9 | 1.6 | 1.0 | 1.6 | 26.0 |
| 2005–06  | PHX      | 3   | 3   | 16.7 | .333 | .000 | .889 | 5.3 | .7  | .3  | 1.0 | 8.7  |
| 2006–07  | PHX      | 82  | 78  | 32.8 | .575 | .000 | .781 | 9.6 | 1.0 | 1.0 | 1.3 | 20.4 |
| 2007–08  | PHX      | 79  | 79  | 33.9 | .590 | .161 | .805 | 9.1 | 1.5 | .8  | 2.1 | 25.2 |
| 2008–09  | PHX      | 53  | 53  | 36.8 | .539 | .429 | .835 | 8.1 | 2.0 | .9  | 1.1 | 21.4 |
| 2009–10  | PHX      | 82  | 82  | 34.6 | .557 | .167 | .771 | 8.9 | 1.0 | .6  | 1.0 | 23.1 |
| 2010–11  | NYK      | 78  | 78  | 36.8 | .502 | .435 | .792 | 8.2 | 2.6 | .9  | 1.9 | 25.3 |
| 2011–12  | NYK      | 47  | 47  | 32.8 | .483 | .238 | .765 | 7.8 | 1.1 | .8  | 1.0 | 17.5 |
| 2012–13  | NYK      | 29  | 0   | 23.5 | .577 | .000 | .808 | 5.0 | .4  | .3  | .7  | 14.2 |
| 2013–14  | NYK      | 65  | 21  | 22.6 | .557 | .000 | .739 | 4.9 | .5  | .4  | .6  | 11.9 |
| 2014–15  | NYK      | 36  | 14  | 24.0 | .543 | .000 | .740 | 6.8 | 1.0 | .6  | .9  | 12.0 |
| 2014–15  | DAL      | 23  | 1   | 16.5 | .581 | .000 | .678 | 3.7 | .3  | .4  | .2  | 10.8 |
| 2015–16  | MIA      | 52  | 36  | 14.7 | .566 | .000 | .746 | 4.3 | .5  | .3  | .8  | 5.8  |
| Career   | Career   | 846 | 696 | 31.0 | .537 | .236 | .761 | 7.8 | 1.2 | .8  | 1.2 | 18.9 |
| All-Star | All-Star | 6   | 3   | 19.5 | .571 | .400 | .750 | 7.5 | 1.2 | .7  | .7  | 18.8 |

### プレーオフ
| シーズン | チーム | GP | GS | MPG  | FG%  | 3P%   | FT%   | RPG  | APG | SPG | BPG | PPG  |
| -------- | ------ | -- | -- | ---- | ---- | ----- | ----- | ---- | --- | --- | --- | ---- |
| 2003     | PHX    | 6  | 6  | 33.8 | .523 | 1.000 | .571  | 7.8  | 1.2 | 1.7 | 1.5 | 14.2 |
| 2005     | PHX    | 15 | 15 | 40.1 | .539 | .000  | .781  | 10.7 | 1.2 | .7  | 2.0 | 29.9 |
| 2007     | PHX    | 10 | 10 | 34.3 | .523 | .333  | .769  | 12.1 | .6  | 1.3 | 1.9 | 25.3 |
| 2008     | PHX    | 5  | 5  | 40.8 | .485 | .250  | .633  | 9.0  | .4  | 1.4 | 2.4 | 23.2 |
| 2009     | PHX    | 16 | 16 | 36.5 | .519 | .000  | .754  | 6.6  | 1.1 | .7  | 1.5 | 22.2 |
| 2011     | NYK    | 4  | 4  | 33.5 | .382 | .000  | .667  | 7.8  | 1.8 | .3  | .8  | 14.5 |
| 2012     | NYK    | 4  | 4  | 36.5 | .556 | .000  | .750  | 6.5  | .8  | 1.3 | .3  | 15.3 |
| 2013     | NYK    | 4  | 0  | 8.3  | .385 | 1.000 | 1.000 | 2.3  | .0  | .0  | .0  | 3.8  |
| 2015     | DAL    | 5  | 0  | 15.0 | .429 | .000  | .692  | 3.2  | .6  | .2  | .6  | 7.8  |
| 2016     | MIA    | 9  | 2  | 9.1  | .579 | .000  | 1.000 | 1.4  | .0  | .6  | .3  | 3.3  |
| Career   | Career | 78 | 62 | 30.7 | .512 | .250  | .750  | 7.4  | .8  | .8  | 1.3 | 18.7 |

## その他
- 06－07シーズンから背番号を「32」番から「1」番に変更した。
- ニックネーム「STAT」は"Standing Tall and Talented"の略。
- フェニックス市街地にStoudemire's Downtownというレストランを開いている。
- 靴のサイズはUSサイズで17（約35センチ）。
- 息子一人、娘一人をもうけている。
- かつてチームメイトだったシャキール・オニールに「NBAの未来を見た。アマレだ」と言わしめ、その才能を高く評価されている。

## 受賞
- オールスター出場：2005, 2007, 2008, 2009, 2010, 2011
- オールNBA1stチーム：2007
- オールNBA2ndチーム：2005, 2008, 2010
- オールルーキー1stチーム：2003
- ルーキー・オブ・ザ・イヤー：2003